# 亀田尚己
亀田 尚己（かめだ なおき、1943年5月30日 - ）は、日本のビジネス英語学者、同志社大学名誉教授。

## 略歴
神奈川県生まれ。日本大学商学部卒業、同大学院商学研究科商学専攻修士課程修了。1971年タモン設立、1980年同代表取締役会長。その後同志社大学商学部教授、同志社大学アメリカ研究所所長を勤め、2014年定年、同志社大学名誉教授となる。国際ビジネスコミュニケーション学会理事長を務めた。

## 著書
- 『英文ビジネスレポートの書き方』日本経済新聞社(日経文庫)1992
- 『スピーチ英語の手ほどき』日本経済新聞社 (日経文庫)1994
- 『英文ビジネス文書範例集』研究社出版 1996
- 『Business communication toward transnationalism : the significance of cross-cultural business English and its role』近代文芸社 1996
- 『心がつたわるビジネス英語 商談をスムーズに成功させるビジネスレターの上手な書き方』同文舘出版 1997
- 『すぐ役立つビジネス英文レター 和文英訳対応』法研 1998
- 『ビジネス英語を学ぶ』2002 ちくま新書
- 『国際ビジネスコミュニケーションの研究』文眞堂 2003
- 『国際ビジネス英語入門』丸善 2004
- 『Managing global business communication』丸善 2005
- 『国際ビジネスコミュニケーション再考』文眞堂 2009
- 『英語ができるのになぜ通じないのか ビジネス・コミュニケーションの落とし穴』日本経済新聞出版社 2012

### 共編著
- 『最新ビジネス英語を書くコツ 人間中心の国際ビジネスコミュニケーション』山本康隆共著 研究社出版 1991
- 『国際商取引入門』小林晃, 八尾晃共著 文眞堂 2004
- 『国際ビジネスコミュニケーション 国際ビジネス分析の新しい視点』則定隆男, 椿弘次共編 丸善 2010
- 『英文ビジネスメール/オフィスメール入門 プレインイングリッシュによるビジネスコミュニケーション戦略』青柳由紀江共著 丸善出版 2012
- 『現代国際商取引 よくわかる理論と実務』編著,平野英則, 岸田勝昭, 長沼健, 吉川英一郎著 文眞堂 2013
- 『和製英語事典』青柳由紀江, J.M.クリスチャンセン共著 丸善出版 2014
- 『すぐに使えるビジネス英語スピーチ100 上達の秘訣30+モデル文100』清水利宏共著,ガー・レイノルズ 英文監修 研究社 2014
- 『グローバルビジネスコミュニケーション研究』佐藤研一共著 文眞堂 2014
- 『日英ことばの文化事典』青柳由紀江, J.M.クリスチャンセン共著,山田雅重編集協力 丸善出版 2015
- 『和食の英語表現事典』青柳由紀江, J.M.クリスチャンセン共著 丸善出版 2016
- 山田雅重『日英ことわざ文化事典』編集協力,ライアン・スミザース 英文校閲 丸善出版 2017
- 『日本伝統文化の英語表現事典』三宮優子, 中道キャサリン共著 丸善出版 2018

## 論文
- <亀田尚己